# Laser Nd-YAG
Um laser Nd-YAG (acrônimo do inglês neodymium-doped yttrium aluminium garnet) é um dispositivo de emissão laser de estado sólido que possui óxido de itrio e aluminio cristalino cuja rede faz o papel de "anfitrião" já que está dopada com neodimio que faz o papel de "hóspede" formando a espécie  (Nd:Y3Al5O12), uma variedade de granada, sua emissão característica possui um comprimento de onda de 1064 nanômetros, ou seja, emite no infra-vermelho.